# جورج بی مک‌کللن
 جورج برینتون مک‌کللن (انگلیسی: George B. McClellan؛ ۳ دسامبر ۱۸۲۶ – ۲۹ اکتبر ۱۸۸۵) ژنرال دو ستاره ارتشِ اتحادیه در طول جنگ داخلی آمریکا بود. راهبردهای نظامی او در مقام سر فرمانده ستاد کل، نقش مهمی در پایان‌گرفتن جنگ داخلی به نفع اتحادیه و پیروزی شمالی‌ها داشت.
ژنرال مک‌کللن، از سال ماه نوامبر ۱۸۶۱ تا مارس ۱۸۶۲ مقام سر فرماندهی کل ارتشِ اتحادیه را برعهده داشت. وی از دانش‌آموختگان آکادمی نظامی وست‌پوینت بود.